# Klamár Zoltán
Klamár Zoltán (Topolya, 1955. szeptember 22. –) délvidéki származású magyar néprajzkutató, egyetemi oktató.

## Élete
Az általános iskolát Topolyán, a kereskedelmi középiskolát 1974-ben Szabadkán végezte. 1999-ben az Eötvös Loránd Tudományegyetem néprajz szakán szerzett diplomát. Előbb 1979–80-ban a Zentai Múzeum, majd 1981–93 között egy magyarkanizsai kereskedelmi vállalat munkatársa, 1994–96 között az Új Kanizsai Újság szerkesztője, 1996–98 között az Ozoray Árpád Magyar Művelődési Egyesület titkára, 1998–99-ben a kanizsai Cnesa munkatársa, majd 1999-ben a Cnesa Könyvkiadó szerkesztője volt. Akkor, a polgárháborús évek végén Magyarországra költözött. 2004-ben az ELTE-n PhD fokozatot szerzett. 2011-től a Néprajztudományi Intézet külső munkatársa. 2000-ben vendégtanárként oktatott az ELTE Tárgyi Néprajzi Tanszékén, 2007-ben a Debreceni Egyetem Néprajzi Tanszékén, majd 2012-ben és 2016-ban a Szegedi Tudományegyetem Néprajz és Kulturális Antropológiai Tanszékén.
1999-ben a gyulai Erkel Ferenc Múzeum munkatársa, majd 2000–2001-ben a túrkevei Finta Múzeum néprajzkutatója. 2002–2012 között az aszódi Petőfi Múzeumban dolgozott, azóta a Váci Székesegyházi Kincstár és Egyházmegyei Gyűjtemény munkatársa.
Alapító elnökségi tagja a vajdasági Kiss Lajos Néprajzi Társaságnak. Témagazdaként részt vett a Vajdasági Magyarok Néprajzi Atlaszának munkálataiban, és az ezredforduló éveiben kutatótáborokat szervezett és vezetett a szerémségi Maradékon.

## Művei
- 1995 Örökségünk – kanizsai képeskönyv. Kanizsa
- 1997 Adorján népi építészete (tsz. Harkai Imre)
- 2005 Etnikai kontaktzónák a Kárpát-medencében a 20. század második felében. Aszód (szerk.)
- 2006 Tanyák, parasztgazdaságok Magyarkanizsa vidékén (1900–2000). Szabadka
- 2009 Az etnikai alapú szegregáció gyakorlata a Vajdaságban – szerémségi és bácskai példák.
- 2010 Egy jel jelentéstartalmi változása – kopjafaállítás két észak-bácskai faluban.
- 2011 Az emlékezet terei – a térhasználat horgosi gyakorlata
- 2016 Kanizsai mindennapok. Újvidék